# Beaugies-sous-Bois
Beaugies-sous-Bois est une commune française située dans le département de l'Oise en région Hauts-de-France.

## Géographie

### Description
Le village est situé au pied du bois d'Autrecourt.

### Hydrographie

#### Réseau hydrographique
La commune est située dans le bassin Seine-Normandie. Elle est drainée par la Verse de Beaugies, le fossé 02 de la commune de Beaugies-sous-Bois et le fossé 03 de la commune de Beaugies-sous-Bois,,.

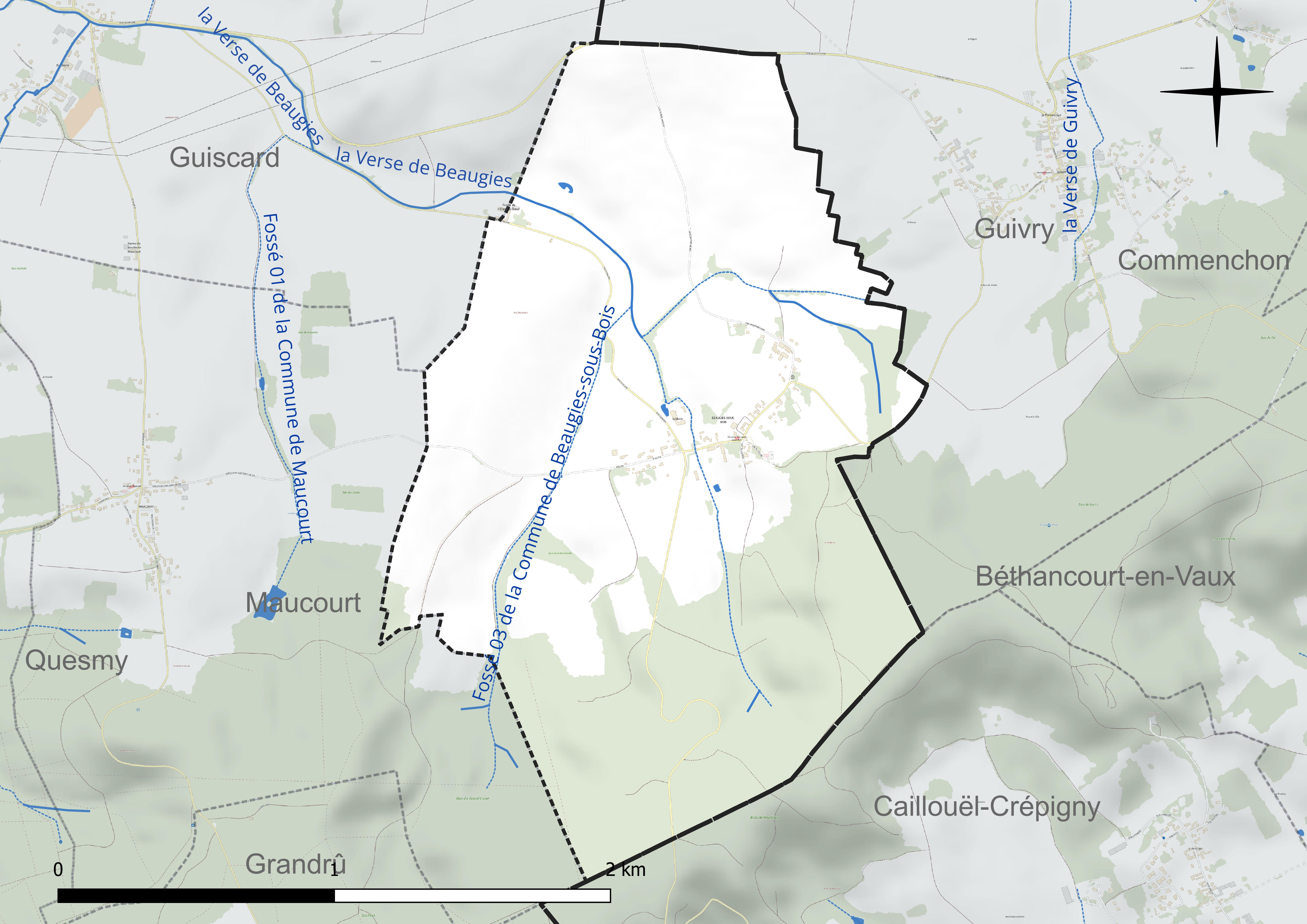
Réseau hydrographique de Beaugies-sous-Bois.

#### Gestion et qualité des eaux
Le territoire communal est couvert par le schéma d'aménagement et de gestion des eaux (SAGE) « Sensée ». Ce document de planification concerne un territoire de 1 013 km2 de superficie, délimité par le bassin versant de l'Oise moyenne. Le périmètre a été arrêté le 24 avril 2017 et le SAGE est, en 2024, encore en élaboration. La structure porteuse de l'élaboration et de la mise en œuvre est le syndicat mixte du SAGE Oise-Moyenne (SMOM). 
La qualité des cours d'eau peut être consultée sur un site dédié géré par les agences de l'eau et l'Agence française pour la biodiversité. 

### Climat
Pour des articles plus généraux, voir Climat des Hauts-de-France et Climat de l'Oise.
En 2010, le climat de la commune est de type climat océanique dégradé des plaines du Centre et du Nord, selon une étude du CNRS s'appuyant sur une série de données couvrant la période 1971-2000. En 2020, Météo-France publie une typologie des climats de la France métropolitaine dans laquelle la commune est dans une zone de transition entre le climat océanique et le climat océanique altéré et est dans la région climatique  Nord-est du bassin Parisien, caractérisée par un ensoleillement médiocre, une pluviométrie moyenne régulièrement répartie au cours de l'année et un hiver froid (3 °C). 
Pour la période 1971-2000, la température annuelle moyenne est de 10,3 °C, avec une amplitude thermique annuelle de 14,9 °C. Le cumul annuel moyen de précipitations est de 774 mm, avec 12,5 jours de précipitations en janvier et 8,9 jours en juillet. Pour la période 1991-2020, la température moyenne annuelle observée sur la station météorologique la plus proche, située sur la commune de Chauny à 9 km à vol d'oiseau, est de 11,1 °C et le cumul annuel moyen de précipitations est de 709,9 mm,. Pour l'avenir, les paramètres climatiques de la commune estimés pour 2050 selon différents scénarios d'émission de gaz à effet de serre sont consultables sur un site dédié publié par Météo-France en novembre 2022.

## Urbanisme

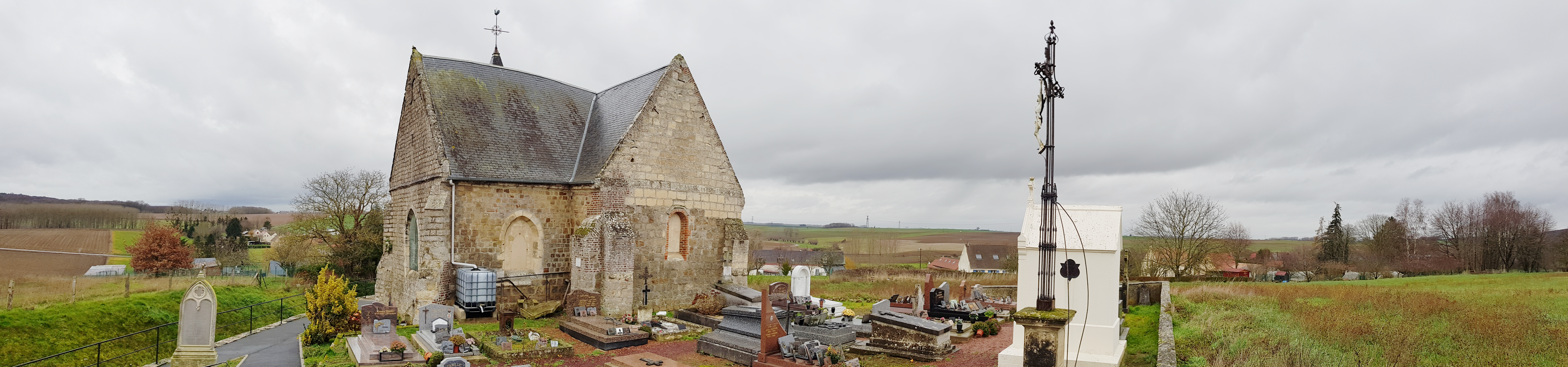
Vue du village depuis les hauteurs de l'église.

### Typologie
Au 1er janvier 2024, Beaugies-sous-Bois est catégorisée commune rurale à habitat dispersé, selon la nouvelle grille communale de densité à sept niveaux définie par l'Insee en 2022.
Elle est située hors unité urbaine. Par ailleurs la commune fait partie de l'aire d'attraction de Noyon, dont elle est une commune de la couronne,. Cette aire, qui regroupe 38 communes, est catégorisée dans les aires de moins de 50 000 habitants,.

### Occupation des sols
L'occupation des sols de la commune, telle qu'elle ressort de la base de données européenne d'occupation biophysique des sols Corine Land Cover (CLC), est marquée par l'importance des territoires agricoles (61,8 % en 2018), une proportion identique à celle de 1990 (61,8 %). La répartition détaillée en 2018 est la suivante : 
terres arables (61,8 %), forêts (31,7 %), zones urbanisées (6,6 %). L'évolution de l'occupation des sols de la commune et de ses infrastructures peut être observée sur les différentes représentations cartographiques du territoire : la carte de Cassini (XVIIIe siècle), la carte d'état-major (1820-1866) et les cartes ou photos aériennes de l'IGN pour la période actuelle (1950 à aujourd'hui).

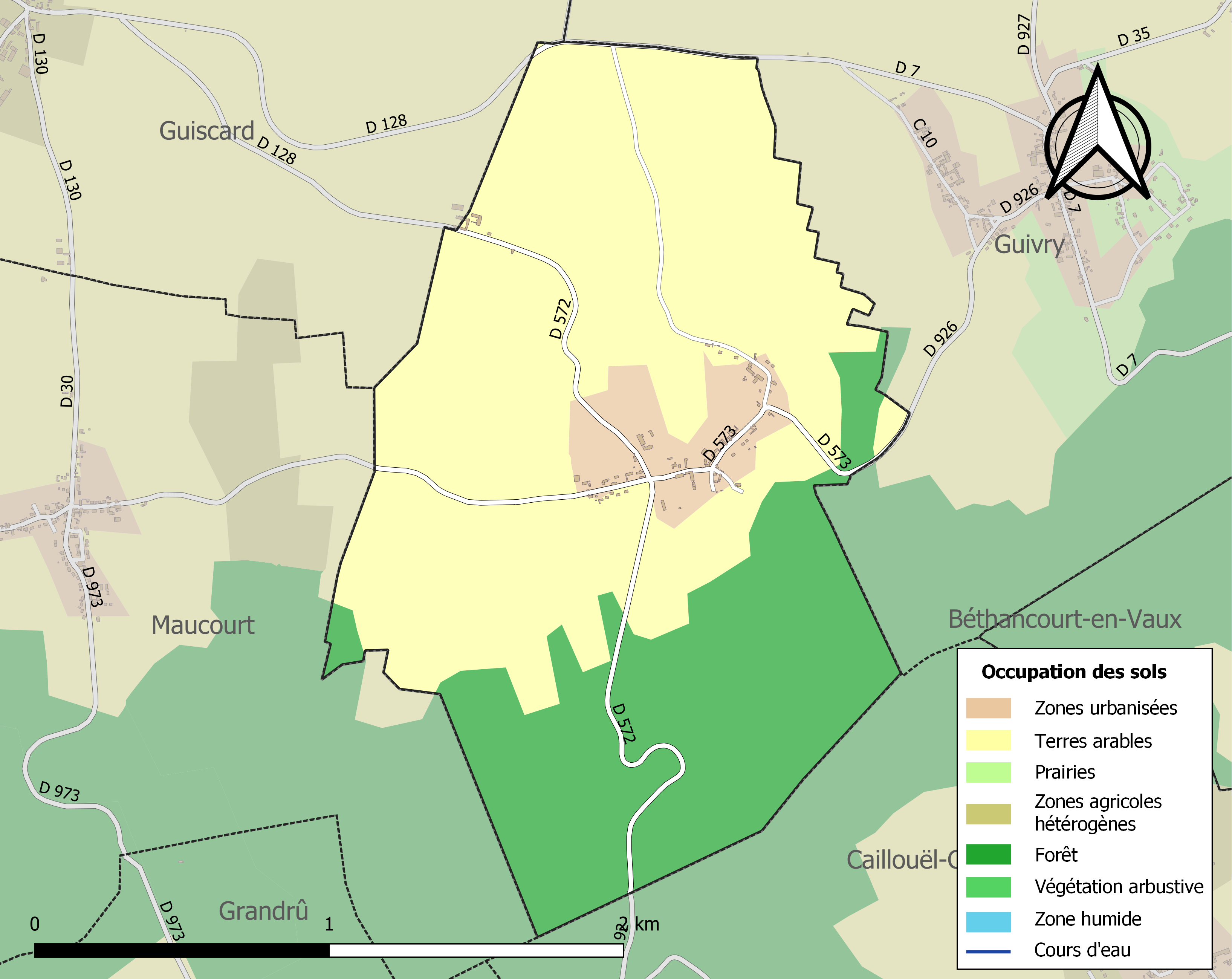
Carte des infrastructures et de l'occupation des sols de la commune en 2018 (CLC).

### Voies de communication et transports
La commune est desservie, en 2023, par les lignes 677, 678 et 6308 du réseau interurbain de l'Oise.

## Toponymie
Le nom de la localité est attesté sous les formes Bulgiacus (982) ; Bulgies (1163) ; in loco qui dicitur Bolgeis (1150) ; Bugeis (1177) ; eccl. de Bolgies (1179) ; Guillelmum de bougies (vers 1200) ; Bugi (1201) ; Bougies (vers 1200) ; Baugies (1206) ; maiore de bougies (1209) ; de Bougiis (1224) ; decima de bougies (1224) ; Bougiez (1267) ; ecclesia de Baugiis (XIIIe) ; Bolgeis (1550) ; Baugie (vers 1580) ; Beaugies (XVIe) ; Beaugies-sous-Bois (1928).

Le conseil municipal présidé par M. Léon Desain, maire de Beaugies, propose la dénomination Beaugies-sous-bois le 22 juin 1922. La proposition est votée à l'unanimité par le conseil.

Le 27 septembre 1922, il est rapporté en séance du conseil général de l'Oise, la délibération du conseil municipal de Beaugies pour rajouter "sous-Bois".

C'est ainsi que le 31 janvier 1923 par le décret 22357 est signé par le Ministre de l'intérieur Maurice Maunoury le changement de nom de la commune de Beaugies prend le nom de  Beaugies-sous-Bois.
La publication au journal officiel sera faite le 13 février 1923.

## Histoire

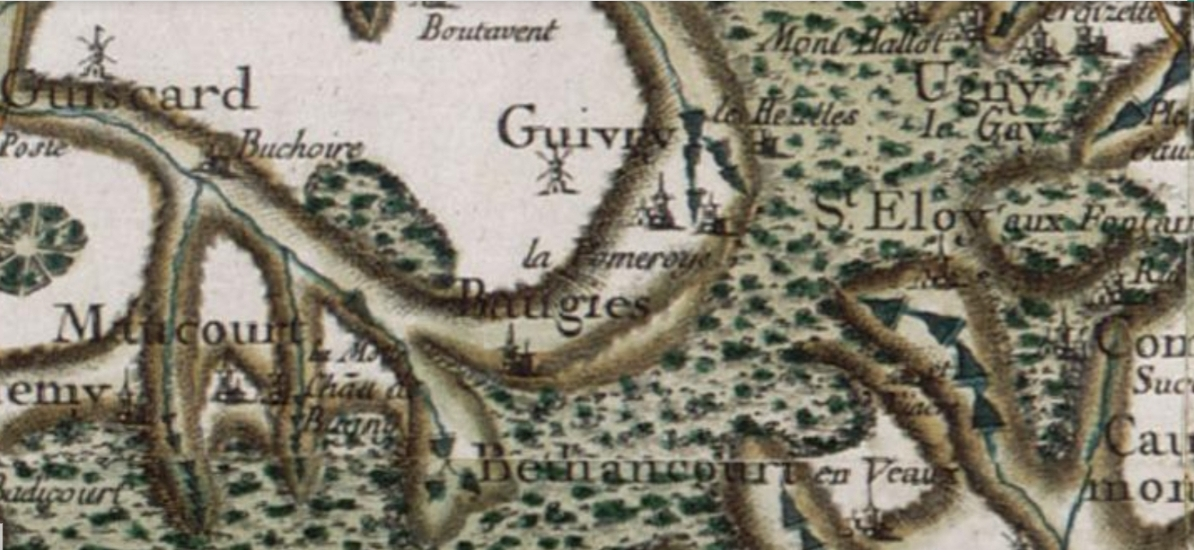
Carte de Cassini du village(vers 1750).

Au XIXe siècle, on trouvait à l'entrée de Baugies (nom de l'époque) une fontaine consacrée à saint Leu.

## Politique et administration
| Période                                  | Période                      | Identité          | Étiquette | Qualité                                             |
| ---------------------------------------- | ---------------------------- | ----------------- | --------- | --------------------------------------------------- |
| Les données manquantes sont à compléter. |                              |                   |           |                                                     |
| 1987                                     | 2004                         | Guy Hongre        |           | Décédé en fonction                                  |
| 2004                                     | mai 2020                     | Vincent Planckeel |           |                                                     |
| mai 2020                                 | En cours (au 9 juillet 2020) | Didier Béranger   |           | Vice-président de la CC du Pays Noyonnais (2020 → ) |

## Population et société

### Démographie

#### Évolution démographique
L'évolution du nombre d'habitants est connue à travers les recensements de la population effectués dans la commune depuis 1793. Pour les communes de moins de 10 000 habitants, une enquête de recensement portant sur toute la population est réalisée tous les cinq ans, les populations de référence des années intermédiaires étant quant à elles estimées par interpolation ou extrapolation. Pour la commune, le premier recensement exhaustif entrant dans le cadre du nouveau dispositif a été réalisé en 2008.

En 2022, la commune comptait 102 habitants, en stagnation par rapport à 2016 (Oise : +0,87 %, France hors Mayotte : +2,11 %).
| 1793 | 1800 | 1806 | 1821 | 1831 | 1836 | 1841 | 1846 | 1851 |
| ---- | ---- | ---- | ---- | ---- | ---- | ---- | ---- | ---- |
| 164  | 203  | 240  | 223  | 260  | 262  | 268  | 241  | 213  |

| 1856 | 1861 | 1866 | 1872 | 1876 | 1881 | 1886 | 1891 | 1896 |
| ---- | ---- | ---- | ---- | ---- | ---- | ---- | ---- | ---- |
| 200  | 193  | 170  | 155  | 161  | 158  | 164  | 165  | 142  |

| 1901 | 1906 | 1911 | 1921 | 1926 | 1931 | 1936 | 1946 | 1954 |
| ---- | ---- | ---- | ---- | ---- | ---- | ---- | ---- | ---- |
| 145  | 136  | 129  | 99   | 102  | 93   | 110  | 109  | 115  |

| 1962 | 1968 | 1975 | 1982 | 1990 | 1999 | 2006 | 2008 | 2013 |
| ---- | ---- | ---- | ---- | ---- | ---- | ---- | ---- | ---- |
| 86   | 79   | 87   | 82   | 83   | 83   | 85   | 85   | 98   |

| 2018 | 2022 | - | - | - | - | - | - | - |
| ---- | ---- | - | - | - | - | - | - | - |
| 99   | 102  | - | - | - | - | - | - | - |

#### Pyramide des âges
La population de la commune est relativement jeune.
En 2018, le taux de personnes d'un âge inférieur à 30 ans s'élève à 37,3 %, soit au-dessus de la moyenne départementale (37,3 %). À l'inverse, le taux de personnes d'âge supérieur à 60 ans est de 21,3 % la même année, alors qu'il est de 22,8 % au niveau départemental.
En 2018, la commune comptait 48 hommes pour 51 femmes, soit un taux de 51,52 % de femmes, légèrement supérieur au taux départemental (51,11 %).
Les pyramides des âges de la commune et du département s'établissent comme suit.
| Hommes | Classe d’âge | Femmes |
| ------ | ------------ | ------ |
| 0,0    | 90 ou +      | 0,0    |
| 2,1    | 75-89 ans    | 9,8    |
| 16,7   | 60-74 ans    | 13,7   |
| 22,9   | 45-59 ans    | 17,6   |
| 25,0   | 30-44 ans    | 17,6   |
| 10,4   | 15-29 ans    | 17,6   |
| 22,9   | 0-14 ans     | 23,5   |

| Hommes | Classe d’âge | Femmes |
| ------ | ------------ | ------ |
| 0,5    | 90 ou +      | 1,4    |
| 5,5    | 75-89 ans    | 7,6    |
| 15,6   | 60-74 ans    | 16,3   |
| 20,8   | 45-59 ans    | 20     |
| 19,4   | 30-44 ans    | 19,4   |
| 17,6   | 15-29 ans    | 16,2   |
| 20,6   | 0-14 ans     | 19,1   |

## Culture locale et patrimoine

### Lieux et monuments
- L'église Notre-Dame, perchée sur les hauteurs du village et qui présente de nombreuses traces de modifications à travers les ans avec des murs en pierre calcaire, en grès ou en briques[31].

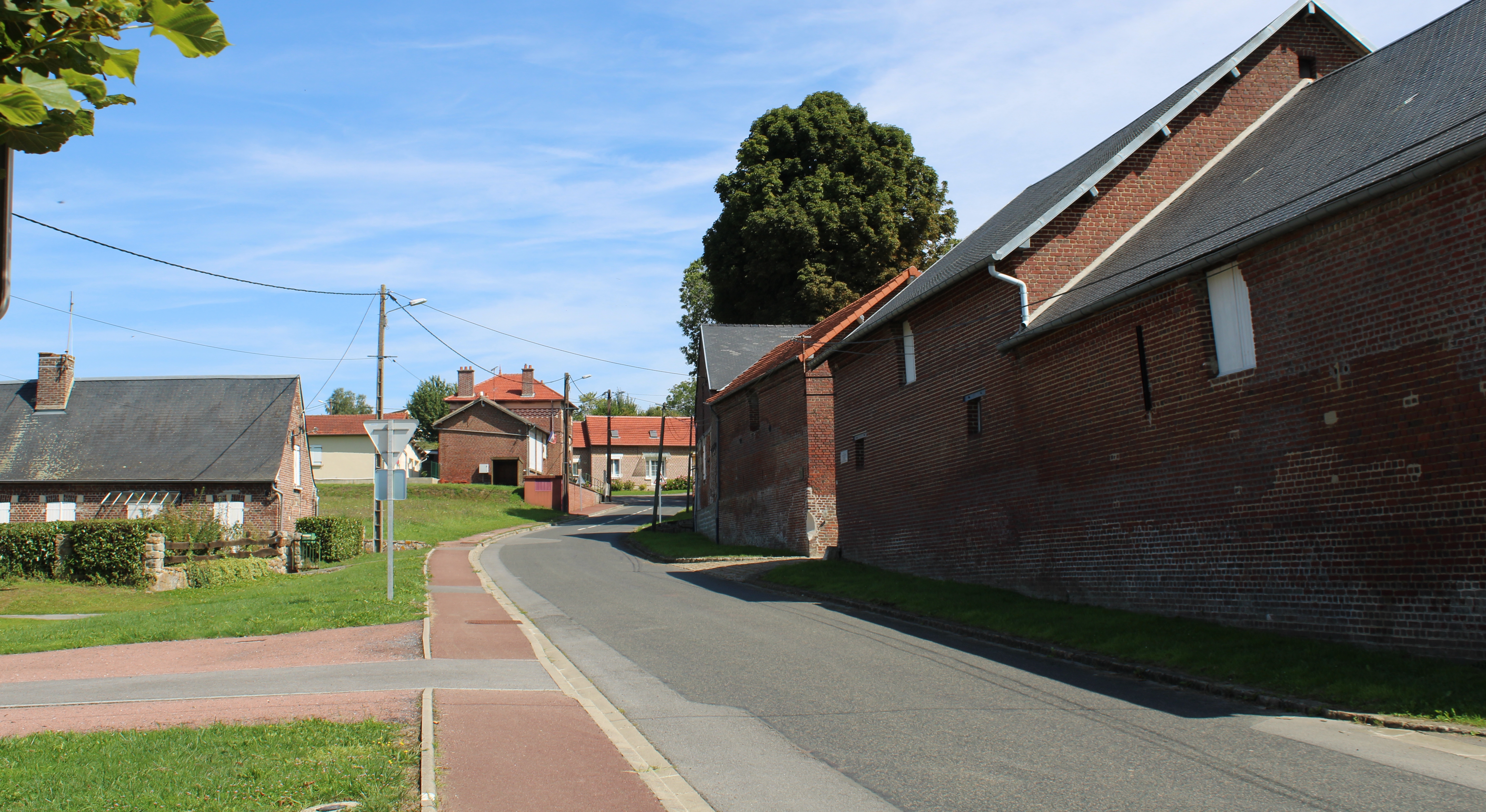
La Grande-Rue.
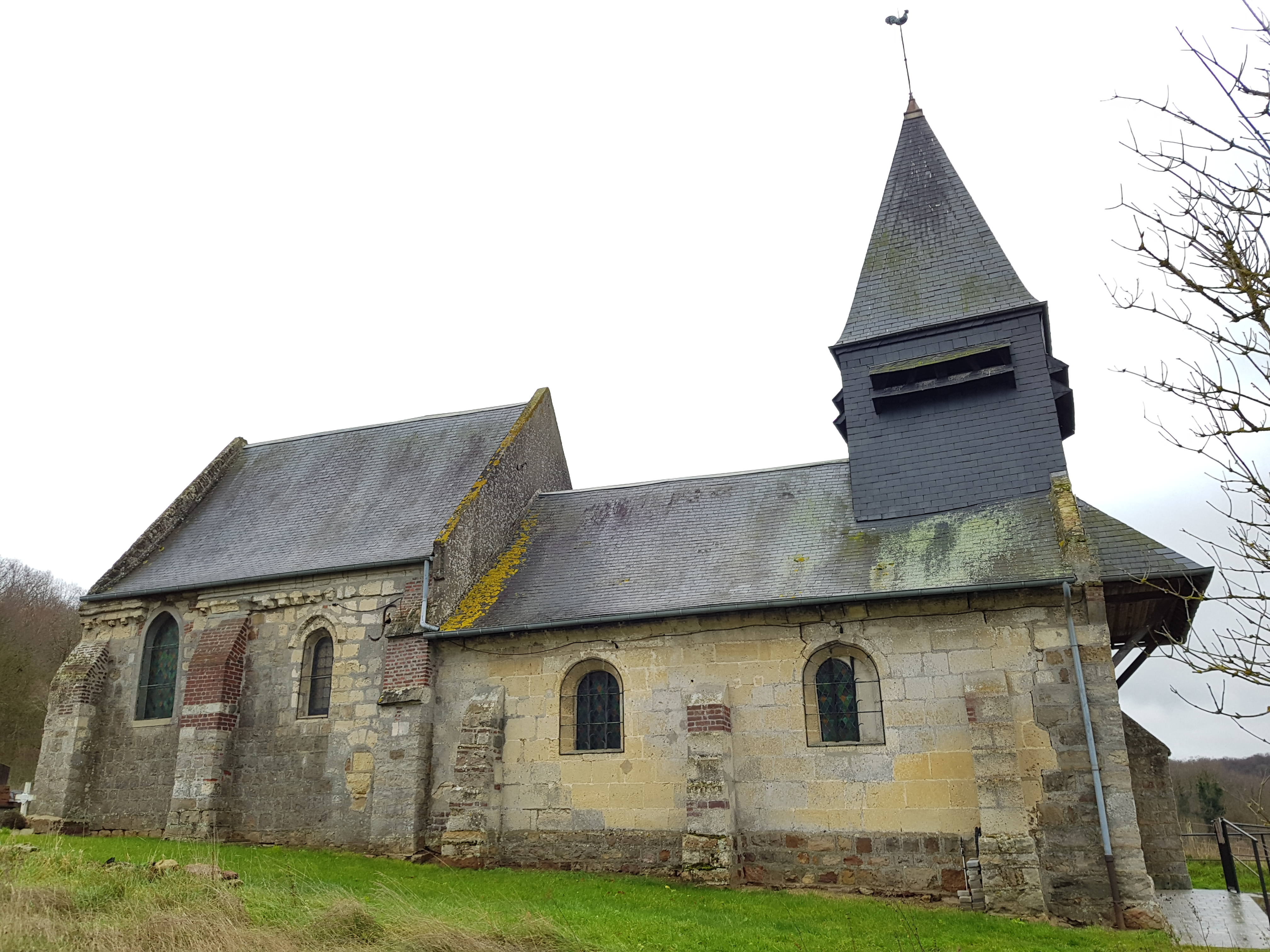
l'église Notre-Dame
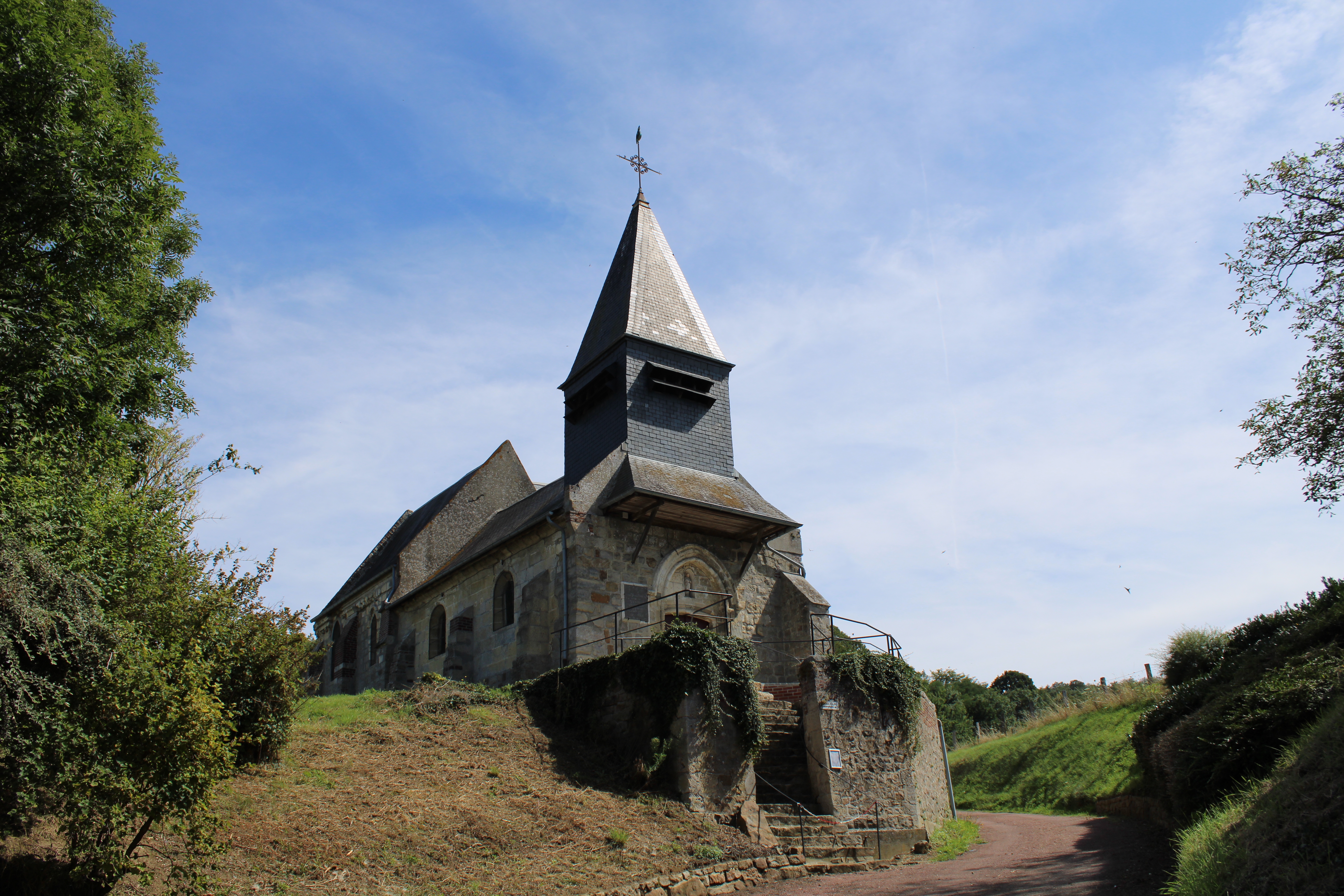
L'église
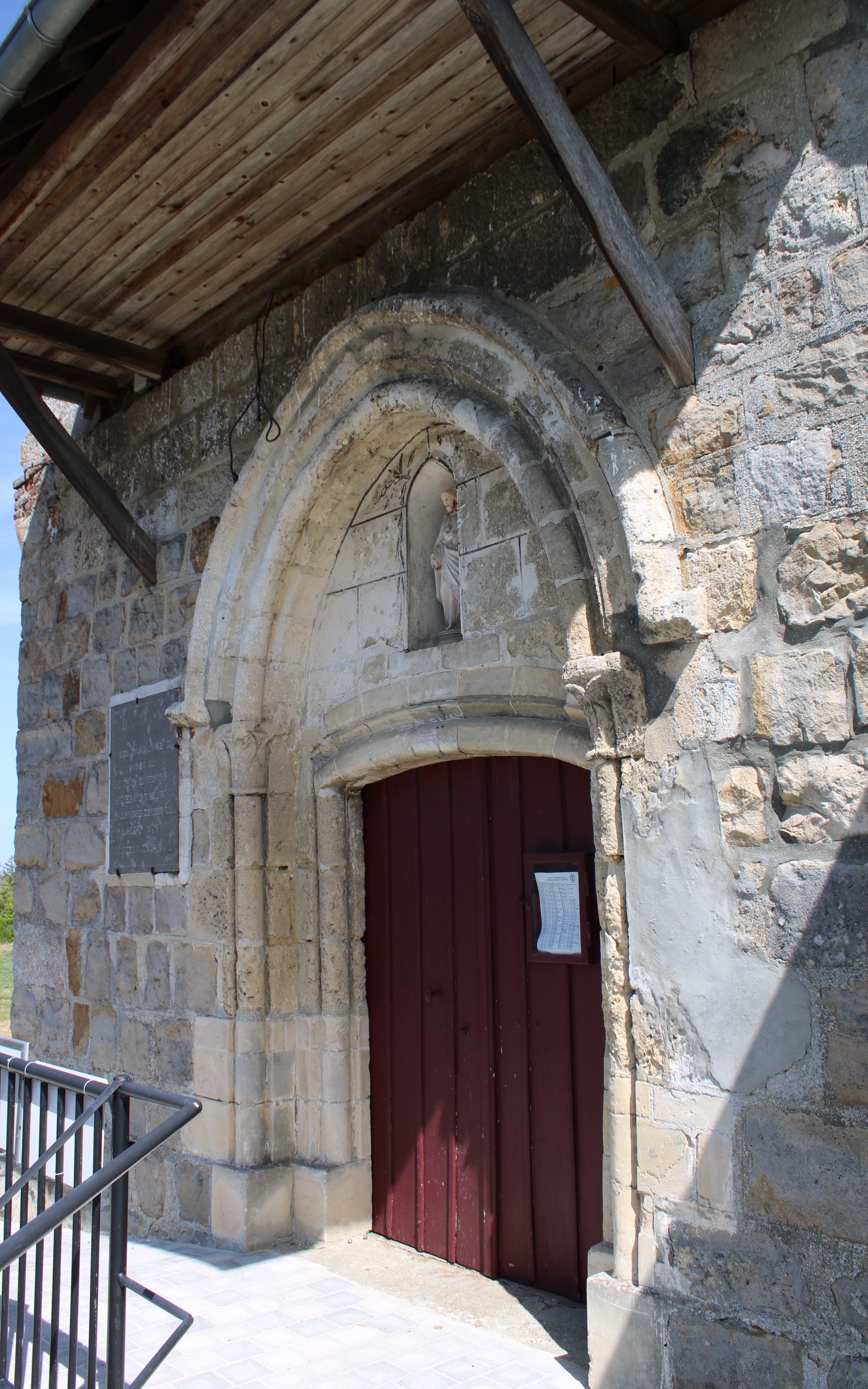
Le portail de l'église.
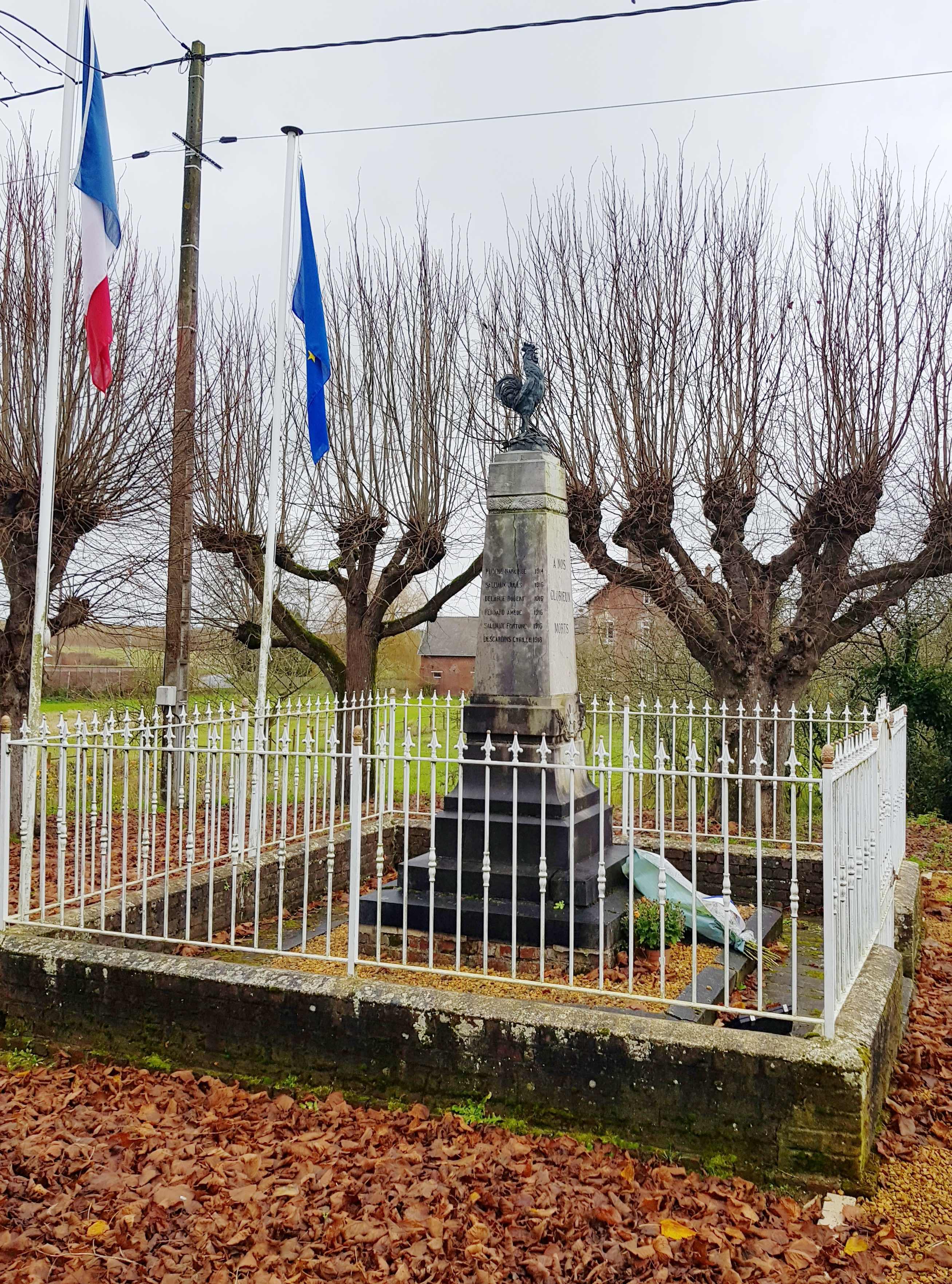
Monument aux morts De la commune de Beaugies sous Bois à tête de coq

### Personnalités liées à la commune
- L'écrivain Bruno Hongre, écrivant sous le pseudonyme de François Brune, y est né. Il est le fondateur des Éditions de Beaugies.